# Лашкаво прошимо
«Лашкаво прошимо» (фр. Bienvenue chez les Ch’tis), дослівно «Ласкаво просимо до Штів» — французький комедійний фільм, знятий у 2008 році режисером Дені Буном за власним сценарієм. В Україні фільм вийшов у прокат 20 січня 2011 року.
Уже в перші дні після виходу на екрани кінотеатрів, фільм показував рекордні касові збори. Він зайняв топові позиції у рейтингах на 793 сайтах. У Франції фільм зібрав 194 млн. $, а загалом у світі касові збори склали 245 млн. $.

## Сюжет
Філіпп Абрамс, начальник поштового відділення (фр. La Poste) в Салон-де-Провансі, департаменту Буш-дю-Рон на півдні Франції. Його дружину звати Жулі і вона має депресивний характер, що робить життя головного героя нестерпним. Філіпп чинить усе можливе, аби отримати посаду у відділенні на березі Середземного моря і цим самим зробити свою жінку щасливою. Оскільки людям з інвалідністю надається перевага, тобто першочергове переведення, то Абрамс вирішує вдати, що має інвалідність. Проте керівництво дізнається всю правду і як покарання переводить його на два роки до Берга, містечка поблизу Дюнкерка на півночі Франції. Північна Франція, і зокрема О-де-Франс, вважається холодною і дощовою місциною, яка заселена простими штівами, що розмовляють незрозумілою мовою. Першу ніч на новому місці Філіпп проводить у будинку Антуана, одного зі своїх співробітників і майбутнього найкращого друга. Спочатку він недолюблює Антуана через його грубість та підозру у гомосексуальності, після того як помічає його фотографії в жіночому одязі, які були зроблені заради забави під час карнавалу.
На свій подив, Філіпп виявляє, що потрапив у чудове тепле місце, населене гостинними людьми і співробітниками. Незабаром він починає звикати до всього: як і всі місцеві жителі, їсть смердючий сир Марой, заводить розмову практично з кожним місцевим (через доставку пошти одержувачам і приймання їх запрошень випити чогось міцного), проводить час на пляжі, грає на дзвонах у дзвіниці з Антуаном, п'є пиво як місцевий, відвідує футбольний матч Лансу і таке інше. Філіпп намагається розповісти своїй дружині, яка залишилася на півдні з їхнім маленьким сином, про щасливий поворот подій, але вона не вірить йому. Це спонукає його говорити їй лише те, у що вона хоче вірити, а саме — жахливе життя на півночі.
Усе йде добре, аж поки Жулі не вирішує приєднатися жити разом зі своїм чоловіком на півночі, аби полегшити його страждання. У зв'язку з цим Філіпп змушений зізнатися своїм новим друзям і колегам, що він описав їх своїй дружині варварами і простаками. Спершу вони ображаються, але згодом вирішують допомогти йому і тому, по приїзді Жулі, починають вести себе перед нею так, як про це брехав їй Філіпп, аби вона не запідозрила обману зі сторони свого чоловіка і якомога швидше поїхала назад на південь. Крім того, вони відвозять її у старе шахтарське передмістя Берга, вдаючи, що це — головне місто. Незважаючи на жахливі вихідні, дружина Філіппа вирішує переїхати жити до Берга, щоб залишитися з чоловіком і надавати йому свою підтримку.
Коли Жулі вже була готова повернутися на південь, вона виявляє, що її обдурили, після того як місцевий байкер говорить їй, що справжнє місто Берг розташоване за кілька кілометрів звідси. Повернувшись до поштового відділення і справжнього помешкання у Бергу, Філіпп знаходить там свою дружину і розповідає їй усю правду про щастя і дружбу, які насправді місто подарувало йому. Розчарована спочатку Жулі, після усвідомлення її чоловіка щасливим, вирішує переїхати на північ, щоб бути з ним.
Між тим, Антуан і Аннабель були закоханою парою і зустрічалися до цього близько року, але розійшлися через пасивність Антуана по відношенню до своєї дівчини на противагу матері. Незважаючи на розрив стосунків, Антуан все ще відчуває кохання до Аннабель, яка тепер має нового хлопця. Дізнавшись про це, Антуан починає вживати алкоголь у робочий час і вести безладний спосіб життя. Коли Філіпп закликає його стати рішучим і наполегливим, Антуан, нарешті, зізнається матері, що любить Аннабель і планує переїхати жити на нове місце разом з нею. Несподівано для нього мати радіє цьому, і виявляється, що всі ці роки вона чекала, коли Антуан зможе постояти за себе і своє щастя. У результаті, він робить коханій дівчині пропозицію руки і серця на дзвіниці, граючи при цьому пісню Стіві Вандера «I Just Called to Say I Love You». Аннабель погоджується, і вони одружуються.
Три роки потому Філіпп отримує листа з переведенням на нове місце роботи на південь. Приймаючи пропозицію, він і його сім'я переїжджають.
Під час прощання зі своїми друзями Філіпп не стримує сліз, підтверджуючи тим самим теорію Антуана щодо прислів'я штів («Коли хтось приїжджає на північ, він плаче два рази: у перший день і в останній»).

## У ролях
| У ролях             |  | Персонаж                         |
| ------------------- |  | -------------------------------- |
| Кад Мерад           |  | Філіпп Абрамс                    |
| Дені Бун            |  | Антуан Байоль                    |
| Зоє Фелікс          |  | Жулі Абрамс                      |
| Лоренцо Осилья-Форе |  | Рафаель Абрамс                   |
| Анн Маривін         |  | Аннабель Деконнінк               |
| Філіпп Дюкен        |  | Фабріс Канолі                    |
| Гі Леклюїз          |  | Ян Вандерноут                    |
| Лін Рено            |  | мати Антуана Байоля              |

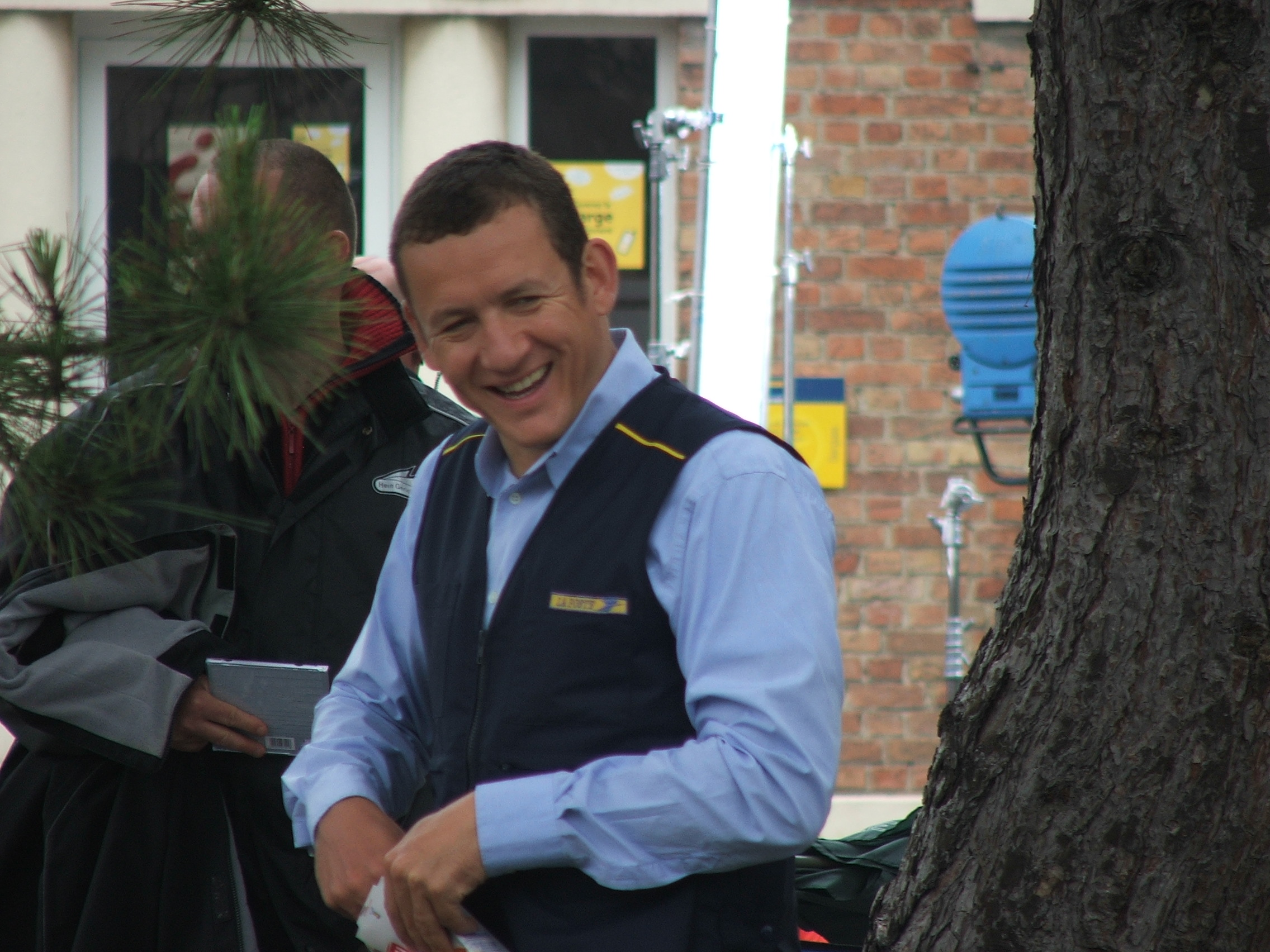
Дені Бун під час зйомок у Бергу.

| Мішель Галабрю      |  | Двоюрідний дідусь Жулі Абрамс    |
| Стефан Фрейсс       |  | Жан                              |
| Патрік Боссо        |  | жандарм з автодороги А7          |
| Жером Коммандер     |  | інспектор Лебік                  |
| Александр Карр'єр   |  | Тоні                             |
| Фред Персонн        |  | мосьє Вассер                     |
| Крістоф Россіньйон  |  | офіціант з пивної                |
| Зінедін Суалем      |  | Момо                             |
| Дженні Клев         |  | стара жінка, що співає колискову |
| Гійом Моран         |  | колишній колега Філіппа          |

## Вплив та адаптації
Під впливом фільму Дені Буна в Італії зняли фільм «Ласкаво просимо на Південь». Також надійшла пропозиція із Голівуду зняти американську версію. Поки що (2014 рік) зйомки відкладено через незадоволеність Дені Буна сценарієм американської версії.

## Критика
На ресурсі Rotten Tomatoes, що узагальнює критичні відгуки, з 7 рецензій 71 % позитивні. На кінопорталі IMDb рейтинг фільму 7,0 на підставі 17 тис. голосів.

## Нагороди та номінації
| Нагороди та номінації        | Нагороди та номінації        | Нагороди та номінації                  | Нагороди та номінації | Нагороди та номінації |
| Нагорода                     | Категорія                    | Номінант                               | Результат             |                       |
| ---------------------------- | ---------------------------- | -------------------------------------- | --------------------- | --------------------- |
| Сезар (2009)                 | Найкращий сенарій            | Дені Бун, Александр Шарло, Франк Маньє | Номінація             |                       |
| Європейський кіноприз (2008) | Найкращий фільм              | «Лашкаво прошимо»                      | Номінація             |                       |
| Гауді (2010)                 | Найкращий європейський фільм | «Лашкаво прошимо»                      | Номінація             |                       |
| Гойя (2010)                  | Найкращий європейський фільм | «Лашкаво прошимо»                      | Номінація             |                       |